# Vega (sastav)
Vega je hrvatski heavy metal sastav iz Splita. Vega je jedan od rijetkih hrvatskih metal sastava koji pjesme izvodi isključivo na hrvatskom jeziku. Nekoliko puta su mijenjali postavu, te je kao jedini stalni član od osnutka ostao pjevač Dražen Markotić.

## Povijest sastava
Sastav je prvi nastup imao 10. siječnja 1997. godine, no zbog neslaganja oko glazbenog stila, iduće godine se okuplja nova postava. Nakon par demopjesama, snimaju spot za pjesmu "Ponosni i slobodni". Nakon snimljenog demoalbuma 2002., potpisuju za izdavačku kuću Full Metal Jacket, te su 2004. objavili svoj prvi studijski album Iz sjene dubina. Nakon održane turneje, iste godine postava se raspada, te Dražen Markotić okuplja novu. Svoj drugi studijski album, nazvan S trnom u srcu objavljuju 2007. godine.
O imenu sastava Markotić kaže:
"Htio sam dati ime bendu koje ima isto značenje na hrvatskom i engleskom, ako ikad bude prilike svirati negdje vani da ljudima bude lako pamtljivo i razumljivo. Svi valjda znaju da je Vega zvijezda, odnosno sazviježđe o kojem ima dosta legendi, pa svatko može naići na neku od njih."
Na upit koja je njima od tih legendi najmilija odgovara:
"Pa recimo da je u nekom drugom, dalekom sazviježđu, Vega jednom bila sunce, kao što je sad nama ovo naše i postojalo je vjerovanje da u svemiru jedino na Vegi, osim na Zemlji ima života."

## Članovi sastava
Zadnja postava
- Dražen Markotić - vokal
- Tino Zorotović - bubnjevi
- Hrvoje Grubišić - bas-gitara
- Petar Svilan - gitara
- Filip Brtan - gitara

## Dražen Vega
Dražen Markotić objavio je 2011. samostalni album Krvarim od zabluda, pod imenom Dražen Vega. Album obilježavaju mračna melankolija i rock zvuk. Na albumu gitaru svira Vojan Koceić koji je bio i u prvoj postavi Vege kada su objavili svoj prvi album.

## Diskografija
Vega
- Iz sjene dubina - 2004.
- S trnom u srcu - 2007.

Dražen Vega
- Krvarim od zabluda - 2011.

## Vanjske poveznice
- Službena stranica  Arhivirana inačica izvorne stranice od 26. travnja 2010. (Wayback Machine)